# Li Bing
Li Bing (en chino, 黎兵; pinyin, Lí Bīng; Guiyang, Guizhou; 16 de marzo de 1969) es un exfutbolista y entrenador chino que jugaba en la posición de delantero. Es el entrenador del Sichuan Longfor desde el 2017.

## Carrera

### Club
| Periodo   | Club                        | País     |
| --------- | --------------------------- | -------- |
| 1990–1993 | Liaoning                    | China    |
| 1994      | Liaoning Yuandong           | China    |
| 1995–1996 | Guangdong Hongyuan          | China    |
| 1997–2002 | Sichuan Quanxing            | China    |
| 2000      | →Kickers Offenbach (cedido) | Alemania |

## Selección nacional
Jugó para China en 67 ocasiones entre 1992 y 2001 y anotó 19 goles, participó en dos ediciones de la Copa Asiática y ganó la medalla de plata en los Juegos Asiáticos de 1994.

### Goles internacionales
| #  | Fecha                   | Lugar                                                        | Oponente       | Gol | Resultado | Competición                                |
| -- | ----------------------- | ------------------------------------------------------------ | -------------- | --- | --------- | ------------------------------------------ |
| 1  | 29 de octubre de 1992   | Estadio del Gran Arco de Hiroshima, Hiroshima, Japón         | Arabia Saudita | 1-1 | 1-1       | Copa Asiática 1992                         |
| 2  | 16 de junio de 1993     | Centro Deportivo de Chengdu, Chengdu, China                  | Jordania       | 1-0 | 4-1       | Clasificación para la Copa Mundial de 1994 |
| 3  | 16 de junio de 1993     | Centro Deportivo de Chengdu, Chengdu, China                  | Jordania       | 3-1 | 4-1       | Clasificación para la Copa Mundial de 1994 |
| 4  | 3 de octubre de 1994    | Estadio Hiroshima, Hiroshima, Japón                          | Yemen          | 2-0 | 4-0       | Juegos Asiáticos de 1994                   |
| 5  | 13 de octubre de 1994   | Estadio Hiroshima, Hiroshima, Japón                          | Kuwait         | 1-0 | 2-0       | Juegos Asiáticos de 1994                   |
| 6  | 16 de octubre de 1994   | Estadio Hiroshima, Hiroshima, Japón                          | Uzbekistán     | 2-3 | 2-4       | Juegos Asiáticos de 1994                   |
| 7  | 26 de octubre de 1995   | Estadio de los Trabajadores, Pekín, China                    | Colombia       | 2-0 | 2-1       | Amistoso                                   |
| 8  | 30 de enero de 1996     | Estadio Mong Kok, Kowloon, Hong Kong                         | Macao          | 4-1 | 7-1       | Clasificación para la Copa Asiática 1996   |
| 9  | 30 de enero de 1996     | Estadio Mong Kok, Kowloon, Hong Kong                         | Macao          | 5-1 | 7-1       | Clasificación para la Copa Asiática 1996   |
| 10 | 30 de enero de 1996     | Estadio Mong Kok, Kowloon, Hong Kong                         | Macao          | 7-1 | 7-1       | Clasificación para la Copa Asiática 1996   |
| 11 | 26 de noviembre de 1996 | Estadio Tianhe, Cantón, China                                | Corea del Sur  | 2-3 | 2-3       | Amistoso                                   |
| 12 | 9 de diciembre de 1996  | Estadio Tahnoun bin Mohammed, Al Ain, Emiratos Árabes Unidos | Siria          | 3-0 | 3-0       | Copa Asiática 1996                         |
| 13 | 4 de mayo de 1997       | Estadio Nusaý, Asjabad, Turkmenistán                         | Turkmenistán   | 4-0 | 4-1       | Clasificación para la Copa Mundial de 1998 |
| 14 | 25 de mayo de 1997      | Estadio Thống Nhất, Ciudad Ho Chi Minh, Vietnam              | Vietnam        | 1-0 | 3-1       | Clasificación para la Copa Mundial de 1998 |
| 15 | 2 de septiembre de 1997 | Estadio Jinzhou, Dalian, China                               | Kazajistán     | 3-0 | 3-0       | Amistoso                                   |
| 16 | 4 de marzo de 1998      | Estadio Internacional de Yokohama, Yokohama, Japón           | Corea del Sur  | 1-0 | 1-2       | Amistoso                                   |
| 17 | 7 de marzo de 1998      | Estadio Olímpico de Tokio, Tokio, Japón                      | Japón          | 1-0 | 2-0       | Amistoso                                   |
| 18 | 7 de marzo de 1998      | Estadio Olímpico de Tokio, Tokio, Japón                      | Japón          | 2-0 | 2-0       | Amistoso                                   |
| 19 | 27 de junio de 1998     | Estadio Rajamangala, Bangkok, Tailandia                      | Tailandia      | 2-0 | 3-0       | Amistoso                                   |
| 20 | 8 de julio de 1998      | Shanghái, China                                              | Uzbekistán     | —   | 3-1       | Amistoso                                   |
| 21 | 20 de mayo de 2001      | Estadio Tianhe, Cantón, China                                | Camboya        | 3-1 | 3-1       | Clasificación para la Copa Mundial de 2002 |

### Entrenador
| Periodo   | Club             | País  |
| --------- | ---------------- | ----- |
| 2003      | Zhejiang Lücheng | China |
| 2007–2009 | Chengdu Blades   | China |
| 2013–2014 | China Sub-20     | China |
| 2013      | Guangzhou R&F    | China |
| 2015      | Guangzhou R&F    | China |
| 2016–2017 | Guizhou Zhicheng | China |
| 2017–     | Sichuan Longfor  | China |

## Logros

### Club
- Liga Jia-A (1): 1989[5]

### Individual
- Futbolista Chino del Año en 1994.[6]
- Goleador de la Super Liga China en 1996.
- Entrenador del Año en 2016.